# Estación de Tel Aviv HaShalom
La estación de Tel Aviv HaShalom (hebreo: תַּחֲנַת תֵּל אָבִיב הַשָּלוֹם) es una estación de ferrocarril de Tel Aviv, Israel. Es una de las estaciones más transitadas de Israel Railways y gestiona varias líneas ferroviarias. Se encuentra ubicada en el Intercambiador HaShalom sobre la autopista Ayalon de Tel Aviv. Fue inaugurada en 1996, construida por la empresa polaca Mostostal Warszawa.

## Características
Al igual que en las cuatro estaciones de ferrocarril de Tel Aviv, las vías se encuentran entre los carriles hacia el sur y hacia el norte de la autopista Ayalon. La estación fue construida originalmente con dos plataformas laterales, separadas por dos pistas. El 2 de septiembre de 2006 se abrió una tercera vía en el lado este de la plataforma 2 y la plataforma se ensanchó, creando la plataforma de la isla 2–3. El edificio de la estación está ubicado sobre las plataformas y tiene dos entradas: una entrada principal desde HaShalom Road y una secundaria, un puente conectado directamente al centro comercial Azrieli. En 2008 se abrieron nuevas escaleras de solo salida, lo que permitió subir desde las plataformas directamente al lado sur de HaShalom Road. Esta nueva salida acortó considerablemente la distancia a pie hasta las paradas de autobús en dirección este.
Israel Railways actualmente está realizando trabajos de construcción complejos en la estación para mejorar los servicios al cliente, agregando una nueva entrada y salida directamente desde el lado sur de HaShalom Road, y agregando un área de estacionamiento para vehículos de dos ruedas en el puente. Las obras incluyen la construcción de dos estructuras de acero de 6,4 m de altura, 60 m de largo, con un peso total de 560 toneladas que serán la base del piso terminal sur.